# Коле Секо (Арецо)
Коле Секо је насеље у Италији у округу Арецо, региону Тоскана.
Према процени из 2011. у насељу је живело 178 становника. Насеље се налази на надморској висини од 282 м.